# Whitneybiennalen

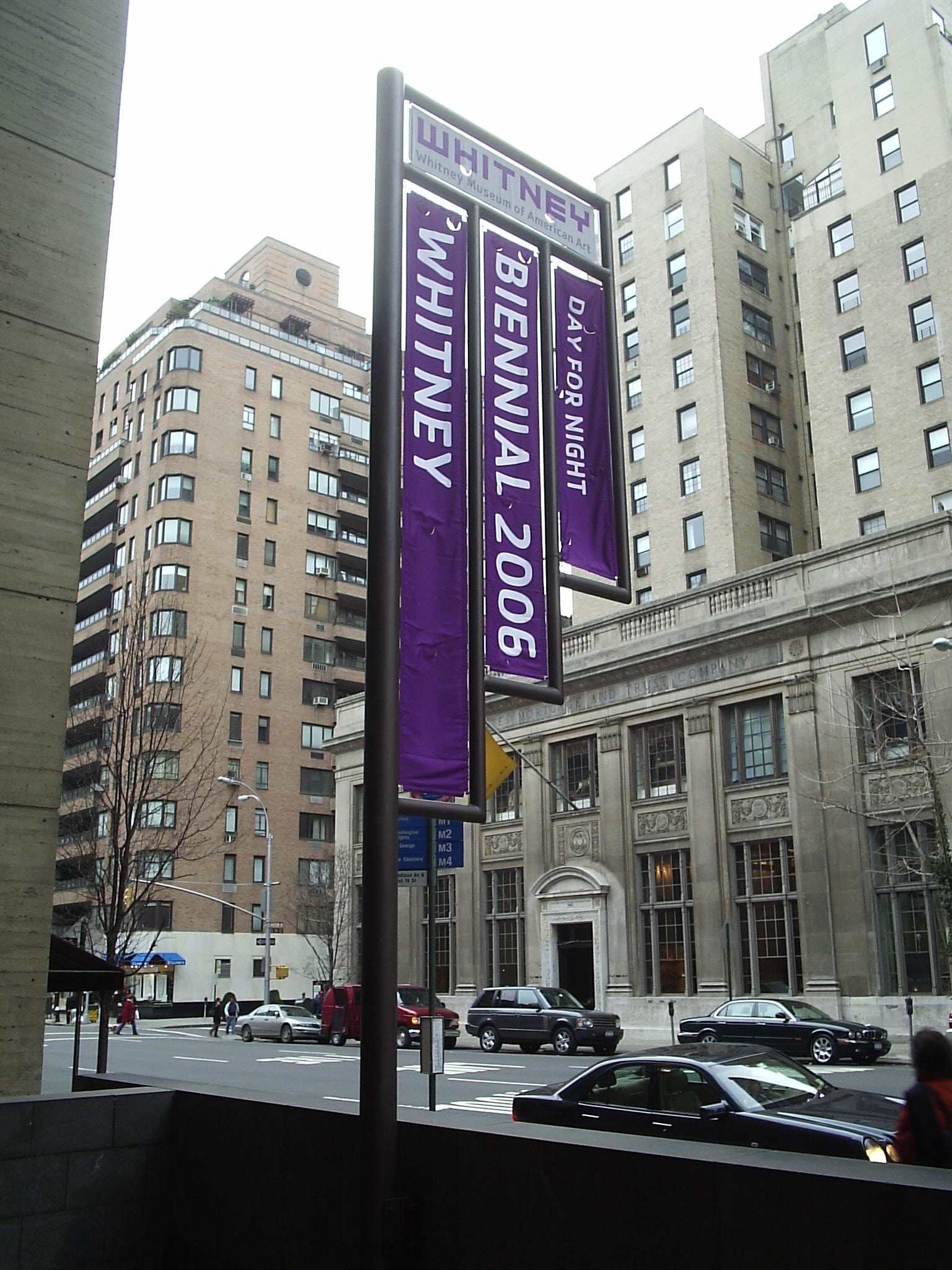
Skyltning för 2006 års Whitneybiennal framför Whitney Museum of American Art

Whitneybiennalen (eng. Whitney Biennial) är en biennal för amerikansk samtidskonst. Den hålls jämna årtal i New York på Whitney Museum of American Art och ställer ut konst i första hand av unga och mindre kända konstnärer. 
Evenemanget började som en årlig företeelse 1932 och arrangeras sedan 1973 vartannat år, under senare år jämna år. År 2016 år dock ingen biennal planerad, utan den är uppskjuten till 2017. Whitney Museum har över åren prövat olika sätt att organisera biennalen. Museet har använt egen personal och utomstående kuratorer, även utländska, för att göra uppläggningen. År 2012 engagerades som en av två kuratorer konsthandlaren Jay Sanders, som senare blev anställd som kurator på museet. Biennalen 2014 arrangerades av tre utomstående kuratorer, en för varje använt våningsplan.
Whitneybiennalen, med sin position i konstmetropolen New York, har ofta satt trender för samtidskonst i konstvärlden. Den har medverkat till att göra amerikanska konstnärer som Georgia O'Keeffe, Jackson Pollock och Jeff Koons till kända konstnärer.